# كريستيان موسر
كريستيان موسر (بالألمانية: Christian Gottlob von Moser) (و. 1799 – 1886 م) هو عالم عقيدة، من الإمبراطورية الألمانية، ولد في شتوتغارت، توفي في شتوتغارت، عن عمر يناهز 87 عاماً.

## جوائز
حصل على جوائز منها:
- وسام فريدريش.